# روبرت آلان فروك
روبرت آلان فروك (بالإنجليزية: Robert A. Frosch)‏ (ولد في 22 مايو 1928) هو عالم أمريكي والرئيس الخامس لوكالة ناسا من عام 1977 حتى 1981 في الفترة الرئاسية لجيمي كارتر.

## ولادته وتعليمه
ولد فروك في نيويورك ودرس في مدرسة عامة في ذا برونكس، حصل على درجة البكالوريوس والماجستير من جامعة كولومبيا في الفيزياء النظرية.

## روابط خارجية
- روبرت آلان فروك على موقع مونزينجر (الألمانية)